# Адміністративний устрій Первомайського району (АР Крим)
Адміністративний устрій Первомайського району — адміністративно-територіальний поділ Первомайського району АР Крим на 1 селищну раду і 16 сільських рад, які підпорядковані Первомайській районній раді та об'єднують 42 населені пункти. Адміністративний центр — смт Первомайське.

## Список радПервомайського району
| №  | Назва                       | Центр            | Населені пункти                                       | Площа км² | Місце за площею | Населення (2001), чол. | Місце за населенням |
| -- | --------------------------- | ---------------- | ----------------------------------------------------- | --------- | --------------- | ---------------------- | ------------------- |
| 1  | Первомайська селищна рада   | смт Первомайське | смт Первомайське c. Макарівка c. Пшеничне c-ще Упорне |           |                 |                        |                     |
| 2  | Абрикосівська сільська рада | c. Абрикосове    | c. Абрикосове                                         |           |                 |                        |                     |
| 3  | Войковська сільська рада    | c. Айбар         | c. Айбар c. Відкрите c. Дмитрівка                     |           |                 |                        |                     |
| 4  | Гвардійська сільська рада   | c. Гвардійське   | c. Гвардійське c. Братське c. Оленівка                |           |                 |                        |                     |
| 5  | Гришинська сільська рада    | c. Гришине       | c. Гришине c. Випасне c. Біюк-Бораш                   |           |                 |                        |                     |
| 6  | Калінінська сільська рада   | c. Орман-Аджи    | c. Орман-Аджи c. Левітанівка                          |           |                 |                        |                     |
| 7  | Кормівська сільська рада    | c. Кормове       | c. Кормове c. Тихонівка c. Боташ                      |           |                 |                        |                     |
| 8  | Крестянівська сільська рада | c. Крестянівка   | c. Крестянівка c. Нова Деревня                        |           |                 |                        |                     |
| 9  | Октябрська сільська рада    | c. Кучук-Бораш   | c. Кучук-Бораш c. Кам'янка                            |           |                 |                        |                     |
| 10 | Олексіївська сільська рада  | c. Олексіївка    | c. Олексіївка c. Привільне                            |           |                 |                        |                     |
| 11 | Островська сільська рада    | c. Кият          | c. Кият c. Мельничне c. Снігурівка                    |           |                 |                        |                     |
| 12 | Правдівська сільська рада   | c. Дер-Емес      | c. Дер-Емес c. Арбузове c. Матвіївка                  |           |                 |                        |                     |
| 13 | Сарибашівська сільська рада | c. Сари-Баш      | c. Сари-Баш                                           |           |                 |                        |                     |
| 14 | Стахановська сільська рада  | c. Бешуйлі-Іляк  | c. Бешуйлі-Іляк c. Дальнє                             |           |                 |                        |                     |
| 15 | Степнівська сільська рада   | c. Степне        | c. Степне c. Криловка                                 |           |                 |                        |                     |
| 16 | Сусанінська сільська рада   | c. Сусаніне      | c. Сусаніне c. Панфіловка c. Рівне                    |           |                 |                        |                     |
| 17 | Черновська сільська рада    | c. Чернове       | c. Чернове c. Каштанівка c. Девлет-Алі                |           |                 |                        |                     |

* Примітки: м. — місто, с-ще — селище, смт — селище міського типу, с. — село